# Pissankar
Un pissankar (ukrainien : Писанкар) ou une pissankarka (ukrainien : писанкарка) est un artiste décorant selon la tradition ukrainienne des œufs (teinture, peinture, broderie, etc), notamment les œufs de Pâques (pissanka, en ukrainien). 
Quelques pissantari(e)s : 
- Oksana Bilous (uk)
- Domka Botouchanska (uk)
- Ioulia Bourko (uk)
- Taras Gorodetski (uk)
- Svetlana Daïssoun (uk)
- Lyoubov Pantchenko
- Véra Jloudko (uk)
- Tetiana Zatserkliana (uk)
- Sophika Zélyk (uk)
- Oleg Kirachtchouk (uk)

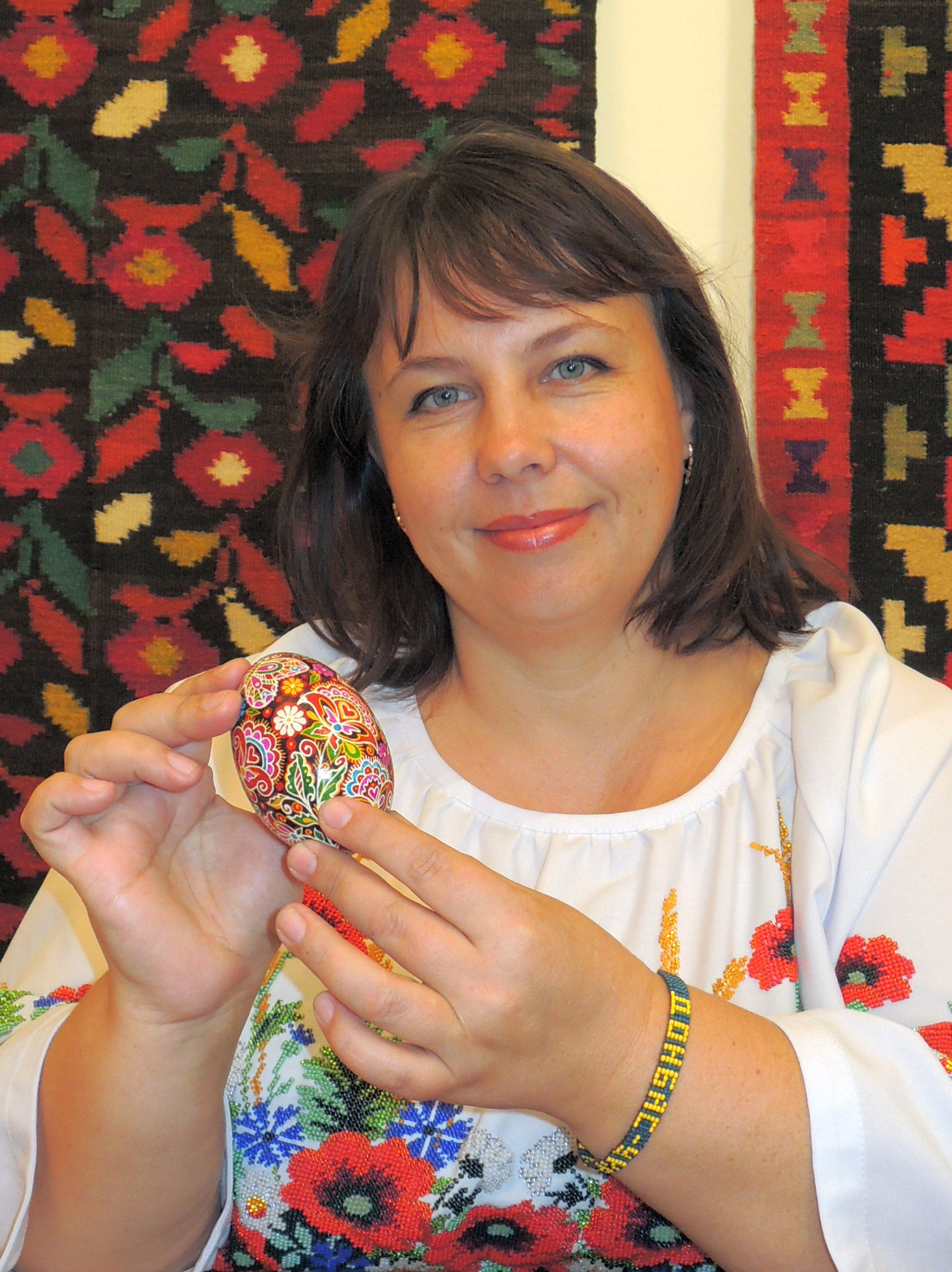
Tetyana Konoval
- Anna Migovitch (uk)
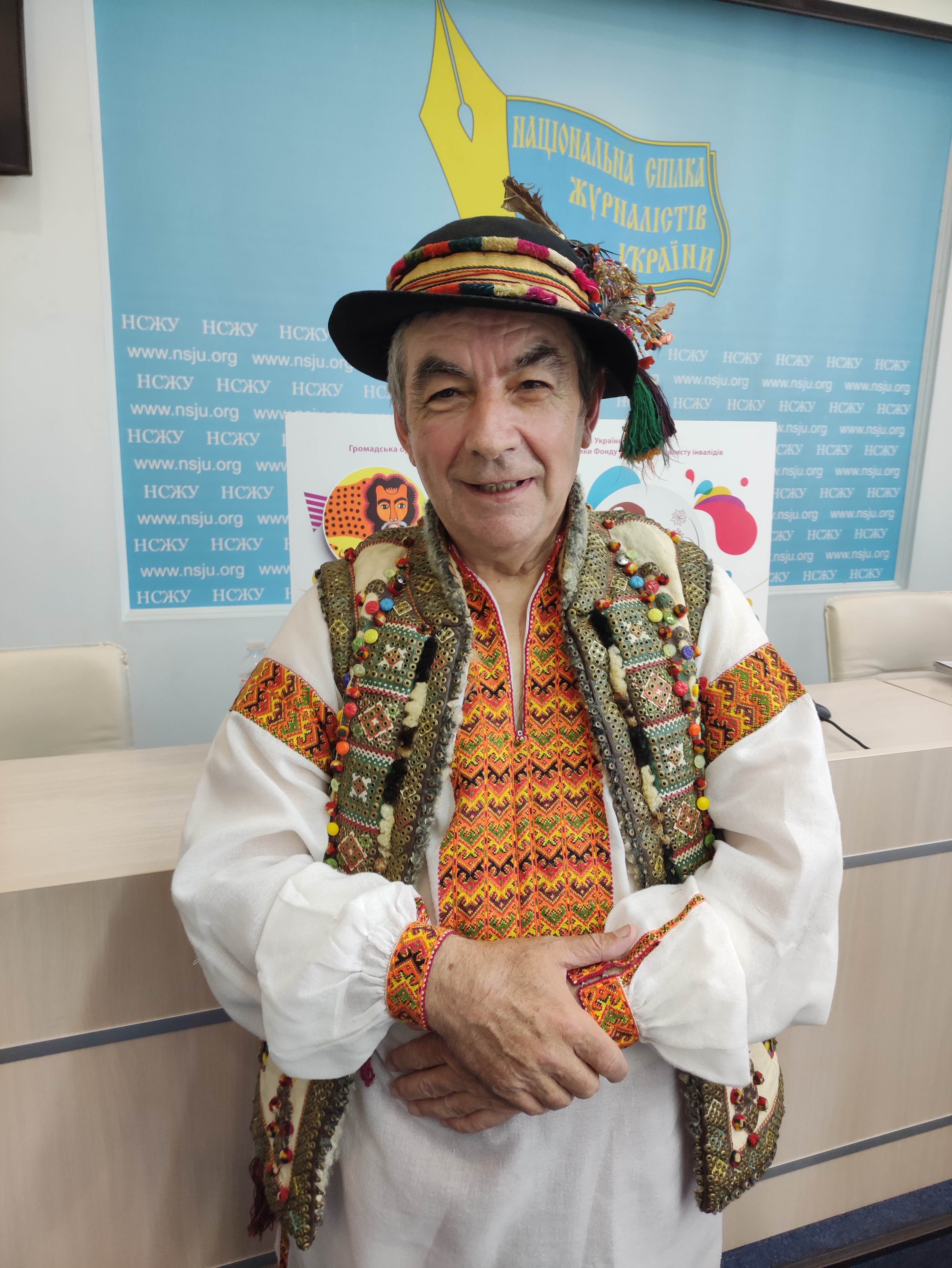
Dmytro Pojodjouk
- Anatoly Sementsov (uk)
- Ivan Snigour
- Vassylyna Soumariak (uk)
- Inna Forostiouk
- Alexander Tchorny (uk)
- Luba Perchyshyn (en)

- Tetyana Konoval
- Dmytro Pojodjouk

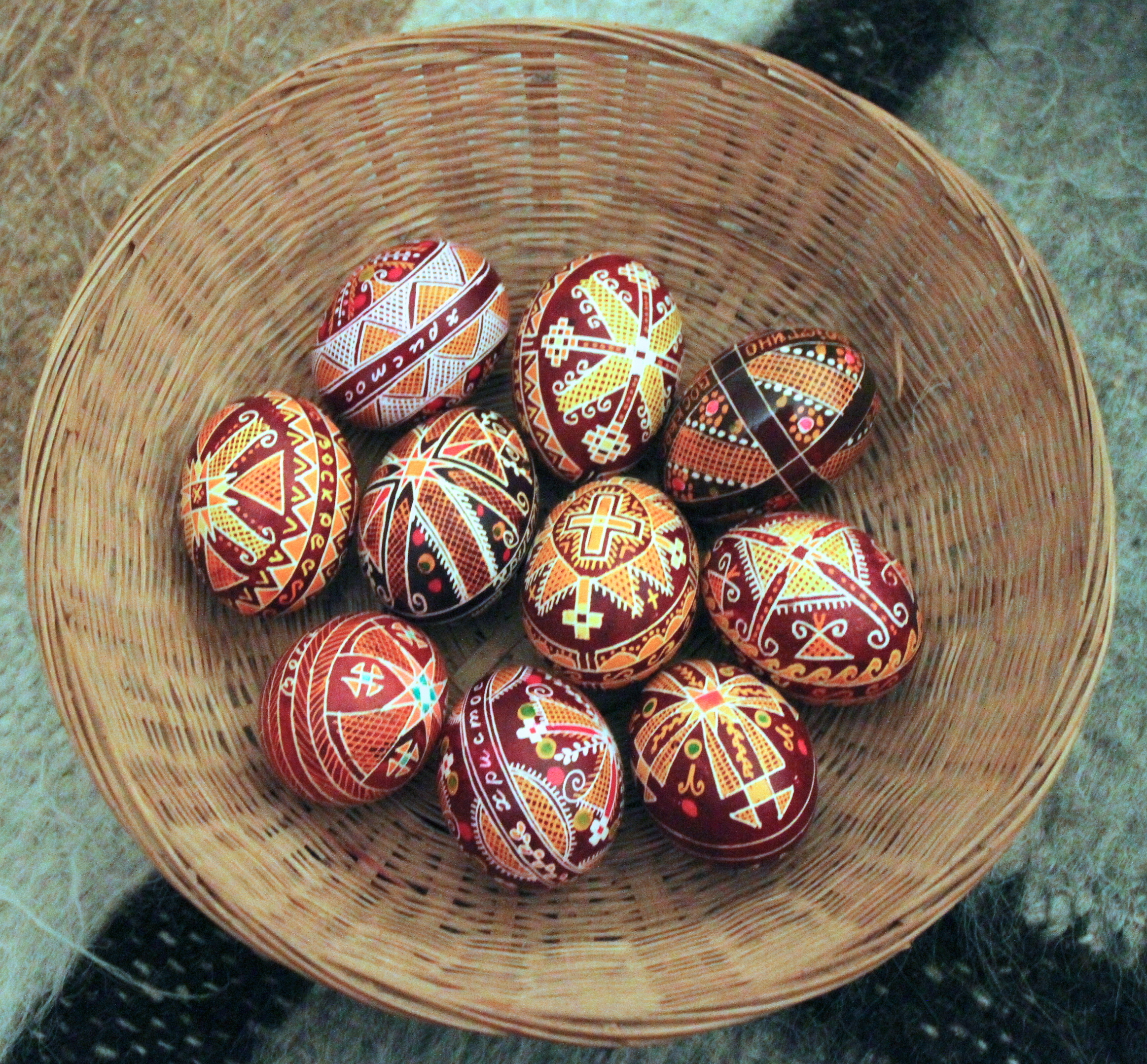
Œufs décorés selon la tradition houtsoule
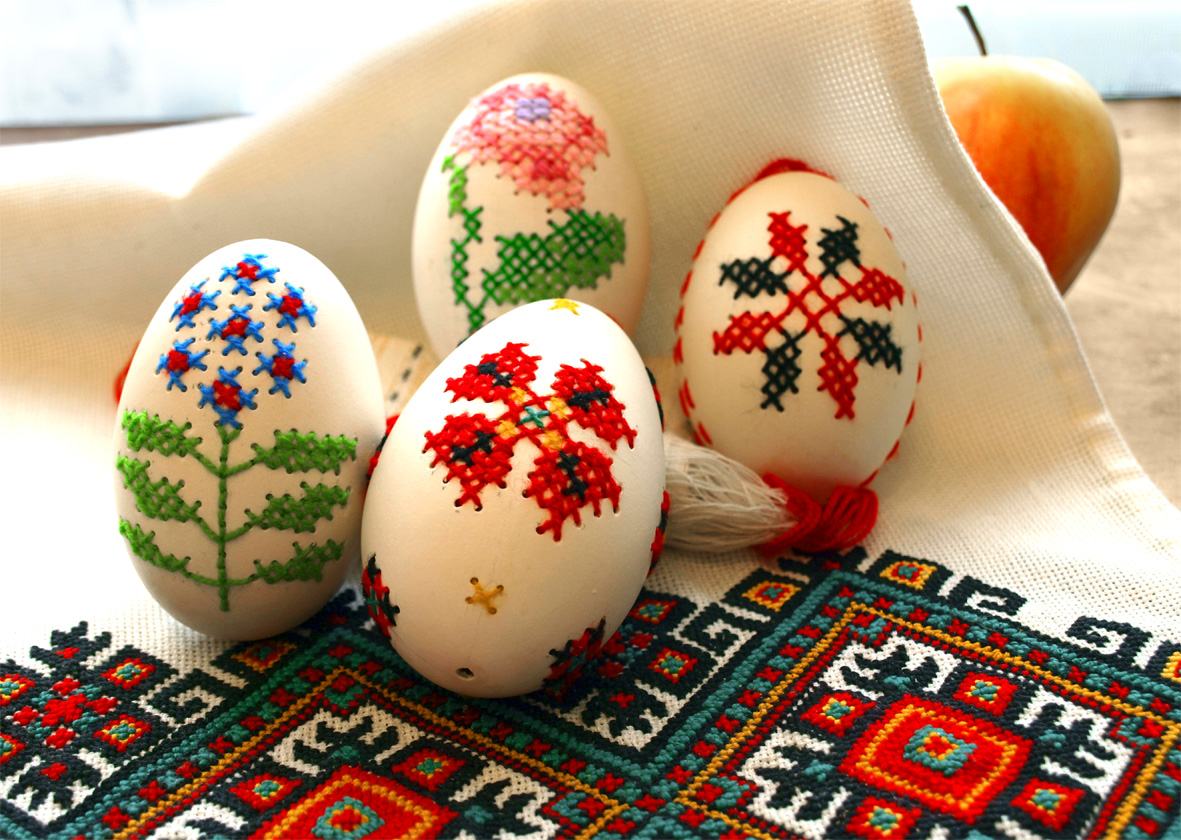
Œufs brodés par Inna Forostiouk
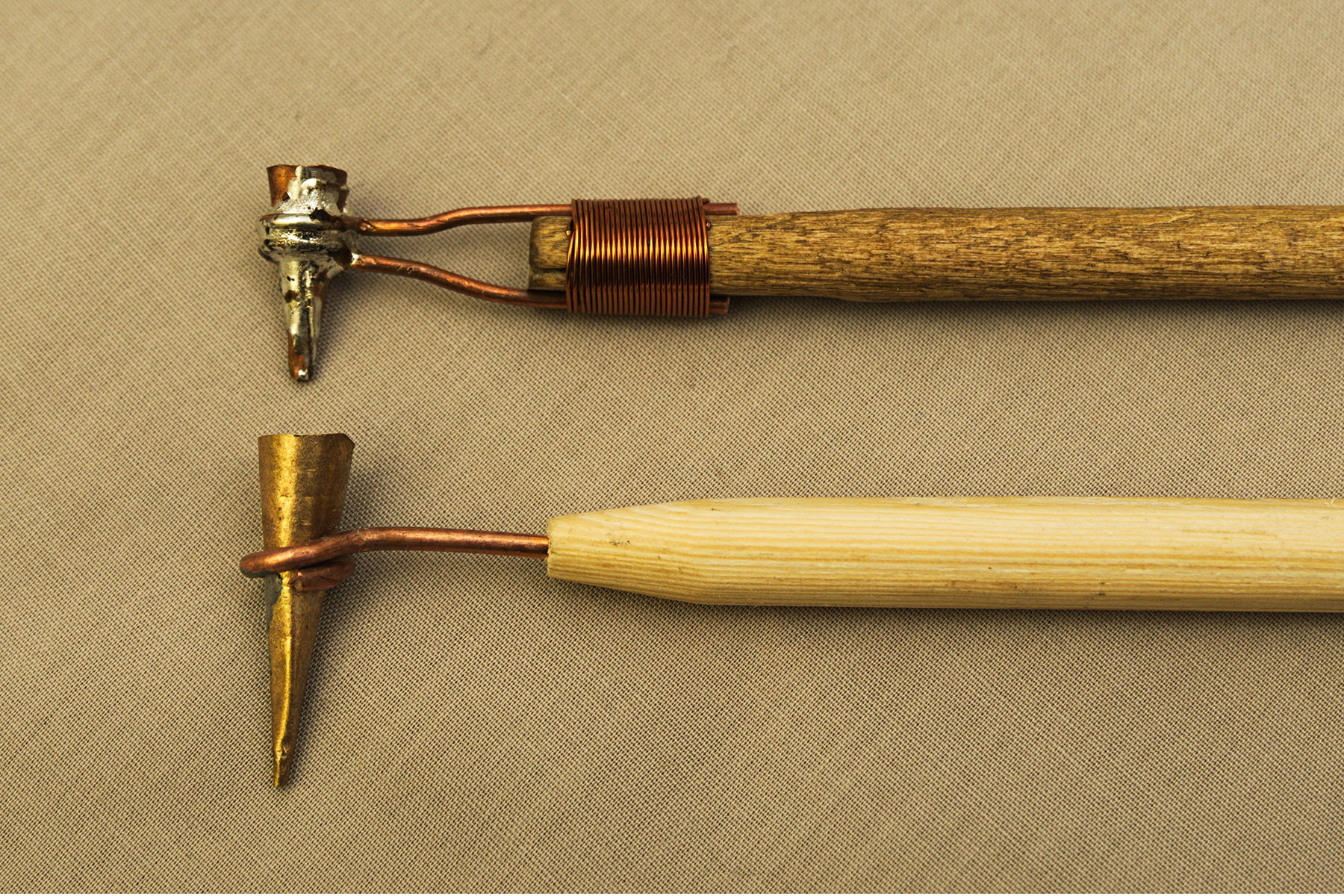
Instruments utilisés pour appliquer de la cire